# Harmelbuske

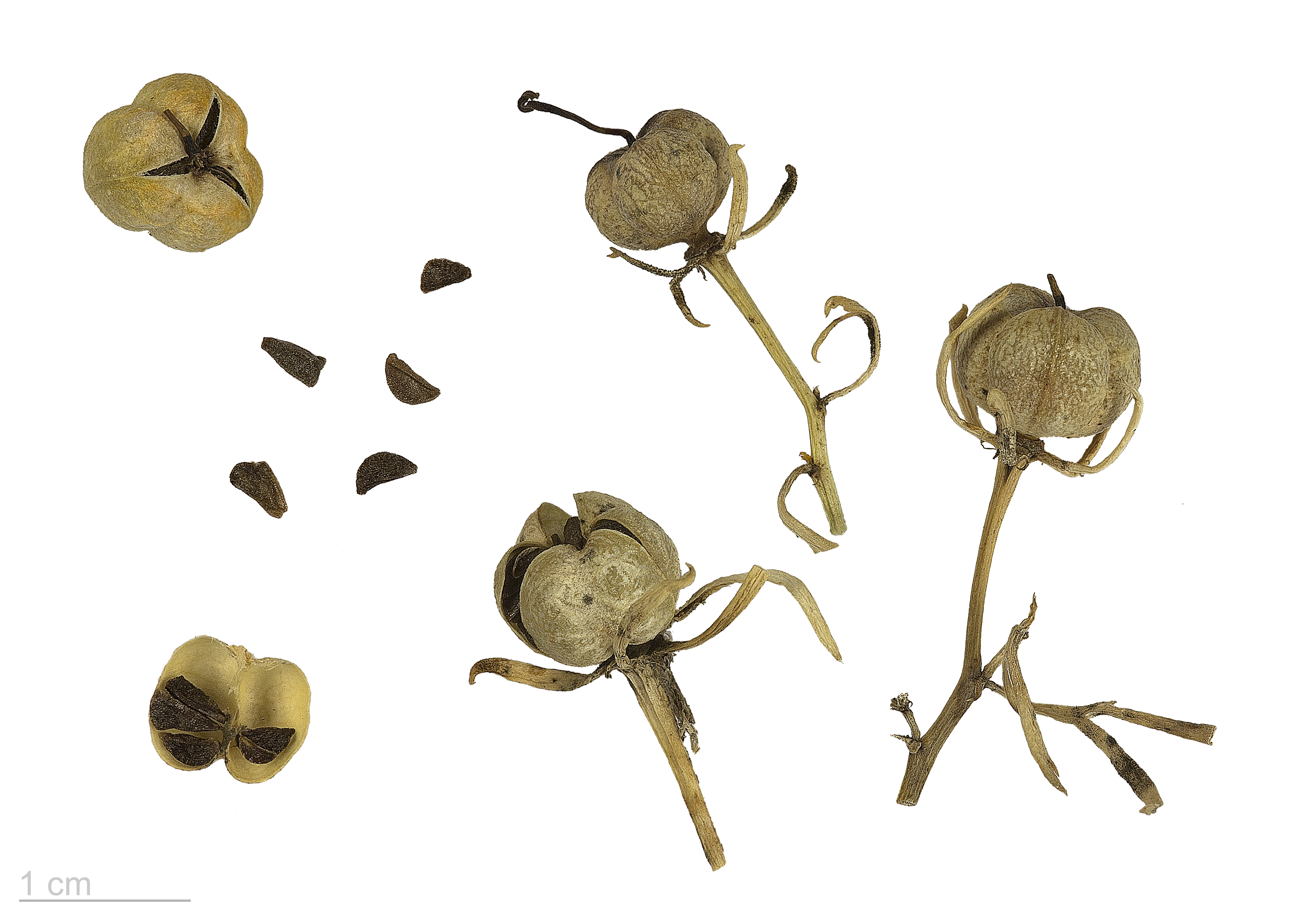
Peganum harmala

Harmelbuske (Peganum harmala) är en tvåhjärtbladig växtart som beskrevs av Carl von Linné. Enligt Catalogue of Life ingår Harmelbuske i släktet harmelbuskar och familjen Tetradiclidaceae, men enligt Dyntaxa är tillhörigheten istället släktet harmelbuskar och familjen harmelbuskväxter. Arten förekommer tillfälligt i Sverige, men reproducerar sig inte.

## Underarter
Arten delas in i följande underarter:
- P. h. grandiflorum
- P. h. multisecta
- P. h. stenophyllum